# Victoria Mahoney
Victoria Mahoney es una actriz y cineasta estadounidense. Su primer largometraje fue Yelling to the Sky de 2011, protagonizado por Zoë Kravitz.

## Carrera

### Dirección
Victoria Mahoney hizo su debut como directora en 2011 con la película semiautobiográfica Yelling to the Sky. La película sigue la lucha de una joven en la escuela secundaria y su difícil vida familiar. La película, protagonizada por Zoë Kravitz como una adolescente con problemas y Jason Clarke como su padre, debutó en competición en el 61.º Festival Internacional de Cine de Berlín.
Desarrolló el guion con la ayuda de Directors and Screenwriters Sundance Institute Labs y recibió el título de Auerbach Screenwriting Fellow, Annerberg Film Fellow, Cinereach Fellow, Maryland Fellow, IFP Narrative Lab Fellow y Tribeca Film Fellow. La película fue escrita y dirigida por Victoria Mahoney. La película recibió créditos del 61.º Festival Internacional de Cine de Berlín y el Oso de Oro. Victoria fue la primera directora y escritora estadounidense invitada en más de sesenta años al concurso del Oso de Oro. Variety elogió la película diciendo que tenía una voz direccional fuerte y afirmó que Mahoney tenía un don creativo genuino y claro. Victoria presentó la película en múltiples festivales de cine en todo el mundo antes de estrenarla en cines a finales de 2012.
En una entrevista con el Tribeca Film Institute, Mahoney revela lo que quiere que la gente se lleve de sus películas diciendo: “El nivel de 'aprendizaje' existe caso por caso. Todo depende de lo que un miembro de la audiencia esté experimentando e investigando en su propia vida. Mi principal intención como cineasta es aprovechar las inquietudes individuales y reflexionar sobre todo lo que está oculto. Inspirar la necesidad de la audiencia de investigar más a fondo cualquier historia, anhelo, anhelo, anhelo, pregunta o dolor que los impulse actualmente. Desde mi forma de realizar películas, me encantaría que el público recibiera cierta inspiración; investigar la condición humana”.
En 2013, fue nominada para el premio de 20.000 dólares del premio Heineken Affinity Award inaugural del Tribeca Film Institute, pero perdió ante su amiga y colega Ava DuVernay. Ese mismo año, dirigió un cortometraje protagonizado por Selena Gomez y Shiloh Fernandez para Flaunt.
Mahoney fue seleccionada para dirigir la segunda unidad de Star Wars: The Rise of Skywalker, lo que la convirtió en la primera mujer en dirigir en una película de Star Wars en los cuarenta años de historia de la franquicia.
En 2020, Amazon Studios anunció que Mahoney se asociaría con Ava DuVernay para adaptar la novela de ciencia ficción Dawn de Octavia E. Butler.
En 2021, Netflix anunció que Mahoney asumiría las funciones de dirección de Gina Prince-Bythewood como directora de La vieja guardia 2.

### Actuación
A lo largo de la década de 1990 y principios de la de 2000, Mahoney trabajó como actriz apareciendo en Seinfeld como el personaje de Gladys Mayo y en la película Legally Blonde.
En 1992 interpretó el papel de Antinea en la película francesa L'Atlantide, basada en la novela francesa Atlantida de Pierre Benoit.
Su aparición más reciente frente a la cámara fue un breve cameo en el cortometraje Say Yes de Ava DuVernay en 2013.

## Filmografía

### Cine
| Año  | Título             | Directora | Productora | Guionista |
| ---- | ------------------ | --------- | ---------- | --------- |
| 2011 | Yelling to the Sky | Sí        | Sí         | Sí        |
| 2023 | La vieja guardia 2 | Sí        | No         | No        |

### Cortometrajes
| Año  | Título    | Directora | Productora |
| ---- | --------- | --------- | ---------- |
| 2012 | Wracked   | Sí        | Sí         |
| 2013 | Searching | Sí        | No         |

### Televisión
| Año  | Título             | Notas                                           |
| ---- | ------------------ | ----------------------------------------------- |
| 2014 | Bleach             | Película para televisión                        |
| 2016 | Survivor's Remorse | Episodio: "The Photoshoot"                      |
| 2016 | Queen Sugar        | Episodio: "By Any Chance"                       |
| 2016 | Anatomía de Grey   | Episodio: "Falling Slowly"                      |
| 2017 | American Crime     | Temporada 3: Episodio 3                         |
| 2017 | Gypsy              | Episodios Euphoria y Marfa                      |
| 2017 | Claws              | Episodio: "Fallout"                             |
| 2017 | Power              | Episodio: "That Ain't Me"                       |
| 2018 | Seven Seconds      | Episodio: "Witnesses for the Prosecution"       |
| 2018 | You                | Episodio: "The Captain"                         |
| 2019 | I Am the Night     | Episodios: "Dark Flower" y "Matador"            |
| 2019 | The Red Line       | Episodio "We Must All Care"; También productora |
| 2020 | Lovecraft Country  | Episodio "A History of Violence"                |
| 2021 | The Morning Show   | Episodio: "Confirmations"                       |
| TBA  | Under the Bridge   | Película para televisión                        |